# Elysion
«Elysion» — греческая готик-метал-группа из Афин, созданная в 2006 году.

## История
Группа была создана в 2006 году гитаристом Джонни Зеро и вокалисткой Maxi Nil. Первая же демозапись группы получила положительные отзывы в греческом издании журнала «Metal Hammer», и была названа в одном из номеров «демо-релизом месяца». К 2008 году музыканты принимали участие на различных музыкальных фестивалях наряду с более известными метал-исполнителями.
В 2008 году из группы ушла вокалистка Maxi Nil. Для дальнейшей работы над записью дебютного альбома на её место была взята певица Кристианна (настоящее имя — Кристиана Хацимихали (англ. Christiana Hatzimihali)), которая ранее была известна по участию в группе «Bare Infinity». Выпущенный в новом составе первый полноформатный альбом «Silent Scr3am» увидел свет в 2009 году, и получил смешанные отзывы музыкальных критиков.
В 2014 году вышел второй альбом «Elysion» — «Someplace Better», работа над которым велась в течение четырёх лет. Релиз был хорошо оценен профессиональными рецензентами.
В текущий состав группы входят вокалистка Кристианна (англ. Christianna), гитарист и клавишник Джонни Зеро (англ. Johnny Zero), бас-гитарист FXF и ударник Петрос Фатис (англ. Petros Fatis).

## Дискография

### Альбомы
- «Silent Scr3am» (2009) —  Metal Hammer: 5/7[6], Rock Hard: [5]
- «Someplace Better» (2014) —  Rock Hard: [8]
- «Bring Out Your Dead» (2023)

### EP
- «Killing My Dreams» (2012)
- «Crossing Over» (2023)

### Демозаписи
- «Demo 2007» (2007)
- «Promo 2009» (2009)